# Wappen des Bezirks Lichtenberg
Das Wappen des Bezirks Lichtenberg wurde nach der Fusion der ehemaligen Bezirke Lichtenberg und Hohenschönhausen neugestaltet. Ein mittelalterliches Wappen ist nicht überkommen. Der 1288 erstmals erwähnte Ort Lichtenberg erhielt 1907 das Stadtrecht, und am 13. April 1914 bekam die Stadt ihr erstes eigenes Wappen verliehen. Dieses und die folgenden sind redende Wappen volksetymologischen Charakters: „der Berg im Sonnenlicht.“ Der Ortsname Lichtenberg gehört zu den vielen Ortsnamen, die für die zuziehenden Siedler aus dem Altreich werbende Wirkung haben sollten: Blanken-, Golden-, Lichten-, Lieben-, Rosen-, Schön-, Reichen- usw. Dazu kommt, dass nicht eine bestimmte Eigenschaft eines Dorfes beschrieben werden sollte, sondern dass es sich einfach um eine Namensübertragung handelte: Der Ortsname „Lichterfelde“ wanderte in der Mark sieben Mal. Das jüngste Wappen wurde dem Bezirk nach einem fünf Jahre währenden Prozess der Wappenfindung am 28. Februar 2006 vom Senat des Landes Berlin verliehen.

## Blasonierung
Das obere grüne Feld des geteilten Schildes zeigt einen silbernen Berg, der zu beiden Seiten jeweils mit einem kleinen silbernen Hügel verbunden ist. Hinter dem Berg zeigt sich eine wachsende goldene strahlende Sonne. Die Sonne wird von zwei silbernen Laubbäumen mit schwarzen Ästen und schwarz-silbernem Stamm begleitet, die auf den kleinen Hügeln stehen. Im unteren blauen Feld befinden sich nebeneinander drei schwebende goldene Ähren, die mittlere etwas tiefer. Auf dem Schild ruht eine rote dreitürmige Mauerkrone, deren mittlerer Turm mit dem Berliner Wappenschild belegt ist.

## Geschichte und Bedeutung

### Lichtenberg
Der 1288 erstmals erwähnte Ort Lichtenberg erhielt 1907 das Stadtrecht und am 13. April 1914 bekam die Stadt ein eigenes Wappen verliehen. Der Wappenschild ist geteilt und oben von Blau und Gold gespalten. Es zeigt im ersten blauen Feld eine goldene Getreidegarbe, die von einem roten Band zusammengehalten wird. Im zweiten goldenen Feld zeigt es ein blaues Zahnrad und unten in silbernem Feld über einem blauen Wellenschildfuß rechts einen grünen Hügel, links drei grüne Laubbäume und dahinter eine strahlende aufgehende goldene Sonne.
Das Ährenbündel symbolisiert das landwirtschaftliche Dorf Lichtenberg. Über Jahrhunderte verdiente sich die Bevölkerung mit der Landwirtschaft ihren Lebensunterhalt. Die Landwirtschaft wurde beginnend im 19. Jahrhundert immer mehr von der Industrialisierung vertrieben, so dass Lichtenberg zu einem Industriestandort wurde. Das Zahnrad im Wappen steht symbolisch für die Industrie. Während der obere Teil des Wappenschildes die Vergangenheit und Gegenwart versinnbildlicht, wird mit dem unteren Teil über die geografische Lage Auskunft gegeben. Das Gebiet um Lichtenberg war mit großen Waldgebieten bedeckt. Laut Überlieferungen entstand die Siedlung auf einer erhöht gelegenen, hellen Lichtung. Die Bäume im Wappen symbolisieren die Waldgebiete und der Hügel mit der Sonne die erhöht gelegene helle Lichtung. Man nimmt an, dass der Name der Siedlung aus dieser Gegebenheit entstand. Damit ist die untere Hälfte des Wappens auch ein Motiv eines redenden Wappens. Der Wellenschildfuß soll auf die Nähe zum Rummelsburger See und dem Spreeufer hinweisen.

### Der alte Bezirk Lichtenberg
Bei der Schaffung Groß-Berlins 1920 wurde der Bezirk Lichtenberg aus fünf Landgemeinden (Biesdorf, Friedrichsfelde, Kaulsdorf, Mahlsdorf und Marzahn), zwei Gutsbezirken (Biesdorf und Hellersdorf) und der Stadt Lichtenberg gebildet. Darunter auch die Gebiete des 1979 gebildeten Bezirks Marzahn, von dem wiederum Gebiete an den 1986 gebildeten Bezirk Hellersdorf gingen. Da Lichtenberg die einzige Stadt auf dem Gebiet des Bezirks war, übernahm man ihren Namen und auch ihr Wappen für den Bezirk.
Zur 750-Jahr-Feier Berlins 1987 wurde die naturgetreue Darstellung der Wappenmotive überarbeitet. Nach der Wiedervereinigung Deutschlands und damit auch Berlins, wurde das Wappen noch einmal heraldisch überarbeitet und der Schild mit einer roten dreitürmigen Mauerkrone, deren mittlerer Turm mit dem Berliner Wappenschild belegt ist, versehen. Die Mauerkrone verbindet alle Bezirke mit Berlin und untereinander.

### Hohenschönhausen
Das 1356 erstmals erwähnte Dorf Hohenschönhausen führte als Landgemeinde seit 1816 ein Siegel und Wappen. Der künstlerische Entwurf stammt von dem berühmten Baumeister und Maler Karl Friedrich Schinkel. Es wurde insbesondere zur Erinnerung an die Völkerschlacht bei Leipzig angenommen. Das Wappen zeigt in silbernem Schild ein schwarzes, silbern gerändertes Eisernes Kreuz. Das Kreuz wird bewinkelt von den Ziffern „1“ + „8“ + „1“ + „4“.

### Bezirk Hohenschönhausen
Der Bezirk Hohenschönhausen wurde 1985 aus Gebietsteilen des ehemaligen Bezirks Weißensee gebildet. Sein Wappen bekam der Bezirk zur 750-Jahr-Feier Berlins verliehen. Der Entwurf für das Wappen stammt von Professor Gerhard Thieme. Das Wappen zeigt in blauen Schild über blauen Wellenschildfuß einen fast die untere Hälfte des Wappens ausfüllenden goldenen Berg. Im Hintergrund zeigt sich wachsend ein silberner Hochhauskomplex und im Vordergrund zwei Kinder beim Pflanzen eines grünen Lindenbaumes mit braunem Stamm und Wurzeln. Die beiden Kinder, ein Junge (rechts) mit dunklem und ein Mädchen (links) mit hellem Haar, sind blau-silbern gekleidet und ihre Haut ist naturfarben.
Eine Übernahme des Wappens von der ehemaligen Landgemeinde für den Bezirk, so wie es bei den meisten Bezirken geschah, kam auf Grund des Eisernen Kreuzes als Motiv nicht in Frage. Das Eiserne Kreuz war in der DDR wegen seiner Verwendung in der Zeit des Nationalsozialismus geächtet.
Nach der Wiedervereinigung Deutschlands und damit auch Berlins, wurde das Wappen neu gestaltet, da es nicht den heraldischen Regeln entsprach. Das von Heinz Schauß entworfene Wappen zeigt, schräglinks gestuft von Silber und Blau geteilten Schild, im unteren blauen Feld vier goldene Ähren. Auf dem Schild ruht eine rote dreitürmige Mauerkrone, deren mittlerer Turm mit dem Berliner Wappenschild belegt ist. Die Mauerkrone verbindet alle Bezirke mit Berlin und untereinander. Die vier goldenen Ähren symbolisieren die vier Ortsteile Hohenschönhausens; Falkenberg, Malchow, Wartenberg und Hohenschönhausen selbst. Alle vier Ortsteile weisen eine landwirtschaftliche Vergangenheit auf. Die obere silberne Schildfläche steht für die vielen Neubauten im Bezirk.

### Der neue Bezirk Lichtenberg
Im Rahmen der Bezirksfusion vom 1. Januar 2001 wurden die beiden Bezirke Lichtenberg und Hohenschönhausen zu einem, dem Bezirk Lichtenberg, zusammengelegt. Während der Name für den Bezirk schnell feststand, zog sich der Prozess der Wappenfindung knapp über fünf Jahre hin. Es gab bereits 2004 einen Entwurf, dieser genügte jedoch nicht den Anforderungen und musste überarbeitet werden.
Am 14. Dezember 2005 bestätigte die Bezirksverordnetenversammlung Lichtenberg den durch den Heraldiker Frank Diemar überarbeiteten Entwurf für ein neues Bezirkswappen.
Die Symbole des neu geschaffenen Wappen sind den Wappen der beiden fusionierten Bezirke Lichtenberg und Hohenschönhausen entlehnt. Die Symbole des oberen Feldes stammen vom Bezirkswappen Lichtenbergs und die des unteren Feldes vom Bezirkswappen Hohenschönhausen. Das neue Bezirkswappen bringt die Vereinigung zweier Bezirke und Wappen mehrfach zum Ausdruck. So sind die Farben Blau und Grün sowie die Metalle Gold und Silber die traditionellen Tinkturen der alten Wappen. Die beiden fusionierten Bezirke werden zum einen durch die beiden Bäume, die die Sonne im oberen Feld flankieren, symbolisiert und zum anderen durch die beiden Schildhälften, die zu einem ganzen Wappen werden. Die drei goldenen Ähren im unteren Feld stehen für die von Hohenschönhausen mit in den neuen Bezirk gebrachten drei historischen Dörfer Malchow, Wartenberg und Falkenberg.

## Wappen der Ortsteile
Die Wappen der Ortsteile haben mit der Eingemeindung in Groß-Berlin ihre Gültigkeit verloren und verschwanden aus dem amtlichen Gebrauch.

### Falkenberg
Von dem Wappen der Landgemeinde Falkenberg sind keine bildlichen Darstellungen erhalten geblieben. Nach Beschreibungen wurde es nach dem Siegel der Gemeinde gestaltet und zeigt eine Getreidegarbe mit aufrecht gekreuzten Dreschflegel, Sense und Rechen.

### Friedrichsfelde
Das Wappen des 1265 erstmals urkundlich erwähnten Ortes Friedrichsfelde wurde nach dem Dorfsiegel gestaltet und zeigt den gleichen Inhalt. Das Siegel, ein runder blauer Stempel, hat einen Durchmesser von 27 mm und trägt die Umschrift „DORF-SIEGEL VON FRIEDRICHSFELDE“. Die Umschrift ist innen und außen von einer glatten Linie gerahmt.
Das Wappen zeigt in silbernen Schild auf grünen Boden eine goldene Getreidegarbe, die von einem roten Band zusammengehalten wird. Überhöht wird die Garbe von einem sechsstrahligen roten Stern und beseitet von je einer grünen Linde mit braunem Stamm. Das Laub der Linden ist zu jeweils drei Büschen verschnitten. Das Beschneiden der Linden, in der auf dem Wappen dargestellten Art, pflegte man im Berlin des 18. Jahrhunderts. Dadurch entstanden mehrere Laubgalerien übereinander. Die Bäume versinnbildlichen den Schlossgarten in Friedrichsfelde, der davon bemerkenswerte Exemplare besaß. Die Getreidegarbe symbolisiert die landwirtschaftliche Vergangenheit der ehemaligen Gemeinde.

### Malchow
Von dem Wappen der Landgemeinde Malchow sind keine bildlichen Darstellungen erhalten geblieben. Nach Beschreibungen wurde es nach dem Siegel der Gemeinde gestaltet und zeigt einen Bienenkorb auf dem Boden neben einer Linde. Eine Sense und ein Rechen waren auch im Wappenbild integriert.

### Wartenberg
Von dem Wappen der Landgemeinde Wartenberg sind keine bildlichen Darstellungen erhalten geblieben. Nach Beschreibungen wurde es nach dem Siegel der Gemeinde gestaltet und zeigt ein Ährenfeld mit einer Kiefer im Vordergrund und einer Bergspitze im Hintergrund.